# Молот ведьм (сериал)
«Мо́лот ведьм» — российский телесериал Евгения Бедарева в жанре приключенческого этно-фэнтези. Производством проекта занималась компания Start Studio при поддержке Института развития интернета.
Премьера двух первых серий состоялась в онлайн-кинотеатрах Start и Okko 2 ноября 2024 года. 
16 ноября 2024 года выход новых серий был приостановлен на неопределённый срок. 18 ноября 2024 года на обеих платформах разместили пятую серию и возобновили выход новых серий по субботам. Заключительная серия была размещена в онлайн-кинотеатрах 30 ноября 2024 года.

## Сюжет
Из секретного института по изучению магии города Калязина сбегает могущественная Хозяйка стихий. Она начинает превращать местных жителей в леших и русалок, а вокруг города возводит стену из заколдованного борщевика. Противостоять ведьме вызываются программист Илья Муромцев, водитель скорой помощи Никита Добрынин и спортсмен Алёша Попов.

## Актёры и роли

### В главных ролях
| Актёр            | Роль                                           |
| ---------------- | ---------------------------------------------- |
| Елизавета Юрьева | Хозяйка стихий / Катя Решетникова              |
| Антон Батырев    | Илья Муромцев программист, бывший пожарный     |
| Матвей Зубалевич | Никита Добрынин водитель скорой помощи, кузнец |
| Вадим Соснин     | Лёха Попов спортсмен                           |

### В ролях
| Актёр                     | Роль                                                                                                 |
| ------------------------- | --- |
| Павел Крайнов             | Царевич (настоящее имя Иван Царенко) майор, сотрудник спецчасти МЧС                                  |
| Дмитрий Бедарев           | Серый сотрудник спецчасти МЧС                                                                        |
| Василий Бриченко          | Волк сотрудник спецчасти МЧС                                                                         |
| Залим Мирзоев             | Бабай лодочник                                                                                       |
| Антонина Дивина           | Василиса коллега Никиты, бывшая напарница Царевича                                                   |
| Алина Воскресенская       | Алёна Добрынина сестра Никиты, возлюбленная Лёхи                                                     |
| Тася Орлова               | Таня подруга Алёны, блогер                                                                           |
| Анатолий Голуб            | Вячеслав Иванович Добрынин (дядя Слава) отец Никиты и Алёны, участковый уполномоченный полиции       |
| Елена Яблочная            | Светлана мама Никиты и Алёны                                                                         |
| Ирина Горячева            | Надежда Владимировна Попова мама Лёхи                                                                |
| Сергей Масленников        | Леонид Попов папа Лёхи, сотрудник Института теоретической и экспериментальной радиофизики (ИТИЭР)    |
| Руслан Джайбеков          | Константин Борисович Козырев возлюбленный Кати Решетниковой, исполняющий обязанности директора ИТИЭР |
| Сергей Русскин            | Сергей Сергеевич Басов начальник спецчасти МЧС                                                       |
| Юлия Галкина              | Елена Петровна Голикова сотрудник ИТИЭР                                                              |
| Андрей Карако             | Николай Петрович Романов сотрудник ИТИЭР                                                             |
| Александра Богданова      | Ольга невеста Романова, сотрудник ИТИЭР                                                              |
| Надежда Подъяпольская     | Анна Павловна Петровская сотрудник ИТИЭР                                                             |
| Андрей Шарков             | Егорыч привидение ИТИЭР                                                                              |
| Антон Феоктистов          | Козырев в молодости                                                                                  |
| Борис Зверев              | Пересвет глава дружины                                                                               |
| Григорий Некрасов         | Захар дружинник                                                                                      |
| Григорий Меликбекян       | Павел Андреич грибник                                                                                |
| Андрей Борисов            | Марк                                                                                                 |
| Люся Чеботина             | Алескерка блогер                                                                                     |
| Галина Коньшина           | Агриппина торговка на площади                                                                        |
| Юлия Сулес                | Людмила торговка на площади                                                                          |
| Ольга Остроумова-Гутшмидт | Клавдия торговка на площади                                                                          |
| Владислав Ценёв           | Андрей Тропинин сотрудник ИТИЭР                                                                      |
| Светлана Листова          | Валентина Петровна мэр города                                                                        |
| Вадим Мещеряков           | Коц                                                                                                  |
| Сергей Шароватов          | Черепанов                                                                                            |
| Вячеслав Кулаков          | инвестор                                                                                             |
| Александр Тютин           | генерал                                                                                              |

## Серии
| № серии | Премьера       | Описание серии |
| ------- | -------------- | --- |
| 1       | 2 ноября 2024  | Жизнь в старом городке Калязине живописная, но непростая. Прагматичный спортсмен Алёша Попов вертится как может, чтобы найти деньги на лечение матери. Его бизнес-партнёра Илью Муромцева мучают сны о древней сущности. И они, как оказалось, вещие. Недавно в городке снова заработал исследовательский институт, много лет назад закрытый из-за страшной аварии. И то, что кажется Алёше безумными сказками о побеге ведьмы, на деле куда ближе к реальности.                                                 |
| 2       | 2 ноября 2024  | Таинственная Хозяйка стихий пока скрывается в лесах, но её силы уже начали отравлять Калязин. Вокруг него смыкается кольцо борщевика, а обычные жители заперты в деревянных коконах. Сотрудники института во главе с исполняющим обязанности директором Козыревым пока усыпляют бдительность местного населения. И всё же следы ведьмы пробиваются в городе. Даже Алёша замечает их в своём доме, ещё не зная, чем грозит соприкосновение с магией.                                                              |
| 3       | 9 ноября 2024  | Беда пришла в дом Алёши, и никто не торопится помогать ему: ни полиция, ни люди, якобы приехавшие из МЧС. Поиски матери полностью падают на плечи парня. Очень скоро он узнает, как пропажа родного человека связана со странностями в Калязине. Тем временем сроки для научного эксперимента поджимают. Козырев посылает сотрудницу НИИ на поиски остатков Алатыря — мощного артефакта, без которого нельзя использовать силу ведьмы. Но не все люди, впитавшие частицу камня, готовы вернуть свой дар без боя. |
| 4       | 9 ноября 2024  | Бывший инженер института предостерегает коллег: нужно срочно усыпить Хозяйку стихий силой Алатыря. Но у Козырева и остальных учёных на камень иные планы. Алёша, поверивший в существование ведьмы, не оставляет попыток найти мать и заручается помощью участкового. Войско Хозяйки продолжает пополняться — теперь пропадают молодые девушки, которых тёмная сила тянет к воде. Удастся ли институту и дальше скрывать от местных жителей следы нечисти?                                                       |
| 5       | 18 ноября 2024 | Сотрудники института узнают главное: сила Хозяйки стихий не так велика, как раньше. Но мощь её растёт с каждым новым существом в рядах тёмного воинства. Вдобавок исполняющий обязанности директора института Козырев не позволяет уничтожить ведьму: он преследует личные интересы. Алёша, Илья, Никита и остальная дружина тоже не сидят сложа руки. Они на пороге открытия, которое позволит дать злодейке полноценный отпор.                                                                                 |
| 6       | 23 ноября 2024 | Изобретение Ильи точно определяет любое сверхъестественное существо. Вместе с дружиной он сплавляется по реке и ищет следы ведьмы. Только не каждому помощнику можно довериться. Алёше не даёт покоя проект отца, упомянутый Козыревым. Это открытие — единственный шанс вернуть мир в Калязин. Но, чтобы отправиться на поиски утерянной разработки, нужно оставить без защиты Алёнку, которая интересна не только Хозяйке стихий.                                                                              |
| 7       | 30 ноября 2024 | Бывший инженер института в самый последний момент вступается за Лёху и Никиту,давая отпор своей бессмертной коллеге. Елене приходится уйти ни с чем. Но очень скоро защитники Калязина придут в институт сами. Только там есть всё, что необходимо для поисков Хозяйки стихий. А заодно Алёша надеется понять, как использовать разработку своего отца — реверс. Прибор должен спасти его близких от тёмной воли ведьмы. Или их время уже вышло?                                                                 |
| 8       | 30 ноября 2024 | Калязин окончательно погружается в хаос: жители выбегают на улицы с протестами, требуя у мэра защиты от тёмных сил. Дружинники готовятся защищать город от решающего удара нечисти. Но главная битва грядёт в стенах института. Поймать Хозяйку стихий только полдела. Обуздать её магию будет гораздо сложнее, чем кто-либо мог ожидать. Особенно когда Алёша и его соратники узнают всю правду о ведьме. |

## История создания
17 октября 2022 года создатели сериала одержали победу в конкурсном отборе молодёжного контента и получили финансирование от Института развития интернета.
Над сценарием работал Олег Дивов — один из самых популярных и титулованных современных российских писателей-фантастов.
Съёмки сериала проходили с июня по октябрь 2023 года в Москве и Подмосковье, Твери, Калязине, Калуге, Тарусе и Рязанской области.
Впервые сериал был публично представлен 21 сентября 2023 года на презентации нового сезона Института развития интернета в Москве.
3 октября 2024 года был выпущен тизер сериала.
24 октября 2024 года была раскрыта дата премьеры и вышел трейлер проекта.